# CarSud (La Réunion)
 (octobre 2014).
Si vous disposez d'ouvrages ou d'articles de référence ou si vous connaissez des sites web de qualité traitant du thème abordé ici, merci de compléter l'article en donnant les références utiles à sa vérifiabilité et en les liant à la section « Notes et références ».
Pour les articles homonymes, voir CarSud.
CARSUD est un réseau de transport en commun de l'île de La Réunion, département d'outre-mer français du sud-ouest de l'océan Indien. Exploité par la Communauté d'Agglomération du Sud, il dessert les communes du Tampon, l'Entre-Deux, Saint-Joseph et Saint-Philippe. Il a été fondé en 2010.

## Lignes du Tampon
- Ligne T01 : Petit-Tampon ↔ Gare du Tampon
- Ligne T02 : Mairie 23èmekm ↔ Ravine Blanche ↔ Gare du Tampon
- Ligne T03 : Mairie 23èmekm/Mairie Trois-Mares/Gare du Tampon
- Ligne T04 : Grand-Tampon ↔ Gare du Tampon
- Ligne T05 : Ligne d’Équerre ↔ Bérive ↔ Gare du Tampon
- Ligne T05B : Église de Bérive ↔ Ville Blanche ↔ Ligne d’Équerre ↔ Église de Bérive
- Ligne T06 : Gare du Tampon ↔ Chemin Isautier ↔ Bd du Lycée ↔ Gare du Tampon
- Ligne T07 : Gare du Tampon ↔ Bel Air ↔ Gare du Tampon ↔ Hermitage ↔ Portail ↔ Gare du Tampon
- Ligne T08 : Bras-Creux ↔ Fidélio Robert ↔ Gare du Tampon
- Ligne T09 : Rond-Point 14e ↔ Chemin Fourcade ↔ Gare du Tampon
- Ligne T09B : Mairie Trois-Mares ↔ Epidor-Mazeau ↔ Mairie du Trois-Mares ↔ Expédit ↔ Mairie Trois-Mares
- Ligne T10 : Gare du Tampon ↔ Marché Forain ↔ Médiathèque ↔ Trésor Public ↔ Centre-Ville ↔ Gare du Tampon
- Ligne T11 : Mairie 23èmekm ↔ RN3 ↔ Gare du Tampon
- Ligne T12 : Mairie 23èmekm ↔ Petite-Ferme ↔ Grande-Ferme ↔ Mairie 23èmekm ↔ Bois-Court ↔ Mairie 23èmekm
- Ligne T12B : Mairie 23èmekm ↔ Chemin Deurveilher ↔ Père Hauck ↔ Mairie 23èmekm
- Ligne T12B1 : Mairie 23èmekm ↔ Notre Dame de la Paix ↔ Coin Tranquille ↔ Mairie 23èmekm
- Ligne T13 : Pont-d'Yves ↔ Bras de Pontho ↔ Gare du Tampon
- Ligne T14 : Gare du Tampon ↔ Chemin Stéphane ↔ Champcourt ↔ Gare du Tampon

## Lignes de l’Entre-Deux
- Ligne 37 : Église Entre-Deux ↔ Rue Berrichon-Le Serre ↔ Église Entre-Deux
- Ligne 38 : Église Entre-Deux ↔ Bras-Long ↔ Église Entre-Deux
- Ligne 38 bis : Église Entre-Deux ↔ Bras-Long Grand fond Extérieur ↔ Église Entre-Deux
- Ligne 39 : Église Entre-Deux ↔ Ravine des Citrons-Argamasse ↔ Église Entre-Deux

## Lignes de Saint-Joseph
- Ligne 71 : Gare St Joseph ↔ Le Goyave ↔ Gare St Joseph
- Ligne 72 : Plaine des Grègues ↔ Carosse ↔ Gare St-Joseph
- Ligne 73 : Bel Air ↔ Rampe de Bézaves ↔ Gare St-Joseph
- Ligne 74 : Lianes Bel Air ↔ Cayenne ↔ Gare St Joseph
- Ligne 75 : Grand Coude ↔ Jean Petit ↔ Gare St-Joseph
- Ligne 75 bis : Jean Petit ↔ Chemin Antonin ↔ Gare St-Joseph
- Ligne 76 : Grand Galet ↔ La Passerelle ↔ Gare St-Joseph
- Ligne 76bis : Grand Défriche ↔ La Passerelle ↔ Langevin ↔ Gare St-Joseph
- Ligne 77 : La Crête1 ↔ Parc à Mouton ↔ Vincendo ↔ Gare St-Joseph
- Ligne 77bis : La Crête1 ↔ Ch.des Orties ↔ Ch.Moutoussamy ↔ Gare St-Joseph
- Ligne 78 : La Crête2 ↔ RD37 ↔ Les Jacques ↔ Gare St-Joseph
- Ligne 79 : Matouta ↔ Rue de la Fontaine ↔ Vincendo ↔ Gare St-Joseph
- Ligne 81 : Jean-Petit ↔ Rue Aimé Turpin ↔ Gare St-Joseph
- Ligne 83 : Petite-Île Charrié ↔ Chemin Boxele Lesquelin ↔ Rue Paul Fontaine ↔ Trovalet ↔ Gare St Joseph
- Ligne 84 : Manapany-lés-Bains ↔ Centre-Ville ↔ Les Jacques ↔ Vincendo

## Lignes interurbaines CASUD
- Ligne STA : Mairie Entre-Deux ↔ Mairie du Trois-Mares ↔ Université ↔ Gare du Tampon
- Ligne STC : Gare du Tampon ↔ IUT-Hôpital St-Pierre ↔ Gare de St-Joseph

## Lignes de Saint-Philippe
- Ligne STD : Gare St Joseph ↔ Langevin ↔ Pointe Tremblet
- Ligne STE : Baril-lés-Hauts ↔ Pointe Tremblet

## Tarification
Le ticket de base permettant de naviguer deux heures dans un bus du réseau s'achète 1,40 €. Pour les enfants de 3 à 12 ans et scolarisés bénéficient du ½ tarifs qui s'achètent de 
1 €. Et pour les enfants de moins de 3 ans c'est gratuit.
La carte de libre circulation est gratuit et valable sur les réseaux Car jaune, Citalis, Alternéo, Réseau Estival et Kar'Ouest.

## Annexe